# Distretto di San Juan de Yscos
Il distretto di San Juan de Yscos  è uno dei nove distretti della provincia di Chupaca, in Perù. Si trova nella regione di Junín e si estende su una superficie di 23.85  chilometri quadrati.